# 虎御前山之戰
虎御前山之戰是元龜3年（1572年）11月織田氏與淺井氏、朝倉氏在近江國虎御前山一帶所爆發的戰爭，在織田軍建築虎御前山砦包夾小谷城後，朝倉、淺井聯軍試圖反擊卻遭到擊敗。

## 戰況
織田信長與織田信忠父子在元龜3年（1572年）7月中旬出兵北近江，織田軍兵力有5萬、8萬等說法。19日時佐久間信盛跟前田利家、柴田勝家也攻陷一向一揆的據點，金森城跟三宅城，當月21日時織田信長率主力進軍虎御前山逼近淺井長政的居城小谷城，命令佐久間信盛、柴田勝家、丹羽長秀、蜂屋賴隆、木下藤吉郎進攻町口，在三之丸週邊殺死2百人。隨後又安排柴田勝家、稻葉一鐵、氏家直通跟安藤守就擔任先陣。市橋長利、水野信元、丸毛兼利、中川重政在雲雀山東邊山本山布陣，池田恆興、塚本小大膳、不破光治、內藤勝助等人在早水村西方防備，織田信長跟織田信忠的本陣則設在矢島南邊。
隔日，織田信長派遣木下藤吉郎進軍淺井家臣阿閉貞征所鎮守的山本山城，在山麓間放火，城内百餘名士兵出城試圖阻止，卻反被木下藤吉郎擊潰，殺死50多人，木下藤吉郎因此獲得織田信長褒獎。23日時織田方又派兵至与呉、木本將地藏坊的堂塔伽藍、名所舊跡全數燒毀。
24日時又至草野谷放火，由於鄰近草野的山上有一所具有50多處僧坊的大吉寺，乃是鄰近一揆百姓的據點，織田信長避免對地勢險峻正面入口攻擊，改在晚間由丹羽長秀跟木下藤吉郎迂回到後山攻入寺中，消滅了寺中的僧俗一揆勢力。明智光秀跟林與次左衛門、豬飼野昇貞、山岡景猶、馬場孫次郎、居初又二郎由琵琶湖走水路，從海津浦、塩津浦、与吳潛至敵岸燒殺，船隻還停在竹生島一帶，用火矢、大筒、鐵砲發動攻擊，織田軍這一連串的行動，在於消滅一向一揆在北近江蜂起支援淺井家的力量。
27日時為了包圍小谷城，織田軍在虎御前山建構城砦，織田信長命令並安排佐佐成政跟福部秀勝擔任奉行負責此事。大感焦慮的淺井長政為邀請盟友朝倉義景出兵，派出家臣木村貞之、淺井惟安出使越前國，謊稱長島一向一揆再度興起，切斷了美濃、尾張之間的交通，使織田信長陷入困境。朝倉義景收到這項偽情報後，便起兵南下近江協助淺井家，兵力有1萬5千、2萬、3萬7千等說法，朝倉義景以朝倉景鏡為先鋒，率領5千人先行，自己率領朝倉景健、朝倉景胤、朝倉道景、魚住景固、山崎吉家、前波吉繼等人統率主力軍隨後由敦賀進入近江國，朝倉軍於29日來到小谷城，在大嶽的高地布陣。
織田信長為試探朝倉義景，派遣少部份兵力出擊，駐守在八相山的柴田勝家率領1千人往小谷城方向出動，並用弓箭，鐵炮射擊，朝倉義景派先鋒朝倉景嘉率二百騎反擊，織田家的木下藤吉郎也率1千人後由虎御前山出動，作為柴田軍的後陣出戰，跟朝倉景嘉、山崎吉家的1千朝倉軍交戰，見織田軍略佔優勢，朝倉景鏡也率2千人離開丁野山往小谷城方向移動，織田方的稻葉一鐵、池田恆興同樣率2千人出擊，雙方混戰後未分勝負，稻葉一鐵、池田恆興轉往矢島野。
在8月８日時朝倉家臣前波吉繼父子與織田家內通後陣前倒戈｡織田信長賞給前波父子小袖、馬跟馬具一式｡隨後朝倉家臣富田長繁、戶田與次跟毛屋豬介也一同投降織田家，獲得織田信長的褒賞。朝倉家內，後續又有家臣池田隼人助跟織田家內通，但被朝倉義景發現，將池田隼人助與他年僅6歲的兒子一同殺死。
但虎御前山跟後方的横山城尚有三里的距離，織田家在途中八相山、宮部鄉也都修築連絡的城砦，宮部鄉方面也有從淺井家倒戈來的當地豪族宮部繼潤入駐，由於虎御前山跟宮部鄉之間交通不便，所以織田信長也下令進行道路改修，將道幅拓寬至三間半，對小谷城的對外道路就每五十町的距離增築一處高一丈的土壘，並灌入川水入堰，增加淺井軍出城作戰的難度。
織田信長在完善陣地群的工事後，刻意派遣堀秀政出使朝倉家，希望跟朝倉義景決戰，但朝倉義景並未答應。雙方對峙到９月16日，織田信長安排木下藤吉郎跟磯野員昌率領5千人鎮守虎御前山城砦，織田信長跟織田信忠父子轉往橫山城防備。10月中旬時，朝倉家臣朝倉景盛跟竹內三助、上村內藏助也趁著風雨，冒險潛至織田軍的陣地，燒毀陣屋七百多間人。織田信長後在10月16日正式回師美濃。
11月3日時，淺井、朝倉兩家組成聯軍出動，試圖破壞虎御前山跟宮部鄉之間的道路跟土壘，以淺井家臣淺井井規擔任先鋒與大野木秀俊跟朝倉家臣朝倉景鏡組成7千兵力攻擊宮部鄉的城砦，宮部繼潤奮力堅守，且木下藤吉郎也率3千人出兵應戰，織田家臣梶原勝兵衛、毛屋豬介、富田長繁、中野又兵衛、瀧川彦右衛門等先鋒奮勇作戰，順利擊破敵軍，淺井、朝倉聯軍被討取2百人，瀧川彦右衛門本是織田信長的側近，此回建功後也特別被織田信長召去表揚。而朝倉義景撤軍回歸越前有在11月3日跟12月3日等說法。